# Hierodula obiensis
Hierodula obiensis är en bönsyrseart som beskrevs av Morgan Hebard 1920. Hierodula obiensis ingår i släktet Hierodula och familjen Mantidae. Inga underarter finns listade i Catalogue of Life.